# André Fantecele
André Fantecele (Belo Horizonte, 10 febbraio 1988) è un giocatore di calcio a 5 brasiliano naturalizzato italiano.

## Carriera
Rimasto svincolato al termine della stagione 2012-13, fa inizialmente ritorno in Brasile ma già nel mese di dicembre si accorda con il Real Rieti; nel capoluogo sabino Fantecele non incide, venendo ceduto nel settembre 2014 al Catania in Serie A2. Tesserato a giugno dal Real Cefalù per la stagione 2017-18, in settembre il giocatore rompe unilateralmente l'accordo con la squadra siciliana, preferendo i campani della Sandro Abate.

## Palmarès

### Competizioni giovanili
- Campionato italiano Under-21: 1
Napoli: 2008-09
- Supercoppa italiana Under-21: 1
Napoli: 2009
- Coppa Italia Under-21: 2
Napoli: 2009

### Competizioni prima squadra
- Campionato italiano: 1

Feldi Eboli: 2022-23
- Coppa Italia: 1
Lazio: 2010-11
- Winter Cup: 1
Rieti: 2013-14
- Coppa Italia di Serie A2: 1
Sandro Abate: 2018-19

### Individuale
- Capocannoniere della Coppa Italia: 1

2022-2023 (5 gol, condiviso con Oitomeia e Alessandro Patias)